# Franky Vercauteren
Franky Vercauteren (Molenbeek-Saint-Jean, 1956. október 28. –) világbajnoki negyedik helyezett belga labdarúgó, középpályás, edző.
Részt vett az 1982-es spanyolországi világbajnokságon, az 1984-es franciaországi Európa-bajnokságon és az 1986-os mexikói világbajnokságon.

## Sikerei, díjai

### Játékosként
Belgium
- Világbajnokság
  - 4.: 1986, Mexikó

 Anderlecht
- Belga bajnokság
  - bajnok (4): 1980–81, 1984–85, 1985–86, 1986–87
- Belga kupa
  - győztes (2): 1975, 1976
- Belga szuperkupa
  - győztes (2): 1985, 1987
- Kupagyőztesek Európa-kupája (KEK)
  - győztes (1): 1977–78
- UEFA-kupa
  - győztes (1): 1982–83
- UEFA-szuperkupa
  - győztes (2): 1976, 1978

### Edzőként
Anderlecht
- Belga bajnokság
  - bajnok (2): 2005–06, 2006–07
- Belga szuperkupa
  - győztes (2): 2006, 2007

 KRC Genk
- Belga bajnokság
  - bajnok (1): 2010–11
- Belga szuperkupa
  - győztes (1): 2011

 Krilja Szovetov Szamara
- Orosz bajnokság
  - bajnok (1): 2014–15